# Physalaemus pustulosus
Physalaemus pustulosus és una espècie de granota que viu a Belize, Colòmbia, Costa Rica, El Salvador, Guatemala, Hondures, Mèxic, Nicaragua, Panamà, Trinitat i Tobago, Veneçuela i, possiblement també, Guyana.
Està amenaçada d'extinció per la pèrdua del seu hàbitat natural.